# فرودگاه شهرستان هیلدسبورگ
فرودگاه شهرستان هیلدسبورگ (به انگلیسی: Healdsburg Municipal Airport) یک فرودگاه همگانی است که یک باند فرود آسفالت دارد و طول باند آن ۸۲۵ متر است. این فرودگاه در کشور ایالات متحده آمریکا قرار دارد و در ارتفاع ۸۴٫۷ متری از سطح دریا واقع شده‌است.